# Geometriai optika

Ahogy a fény utazik a térben, úgy folyamatos rezgésben van. Ezen a képen minden maximális amplitúdójú állapotot egy síkkal ábrázolunk a hullámfront terjedésének szemléltetésére. A sugár nem mást, mint az ezekre a párhuzamos felületekre merőleges nyíl

A geometriai optika vagy sugároptika az optika egy olyan szakága, amely az optikai jelenségeket fénysugarak segítségével, geometriai megfontolások alapján írja le. A geometriai optikában alkalmazott sugár olyan absztrakt elem, amely arra alkalmas, hogy megközelítsük azokat a pályákat, amelyek mentén a fény bizonyos körülmények között terjed. 
A geometriai optikában a következő egyszerűsítő feltételezéseket tesszük a sugarakra vonatkozóan: 
- homogén közegben haladva egyenes vonalban terjednek
- elhajolnak, és adott körülmények között kettéválnak két eltérő közeg közötti felületen
- ívelt pályát követnek olyan közegben, amelyben a törésmutató változik
- elnyelődhetnek vagy visszaverődhetnek

A geometriai optika nem vesz figyelembe bizonyos optikai effektusokat, például a diffrakciót és az interferenciát. Ez az egyszerűsítés a gyakorlatban hasznos; ha a hullámhossz kicsi a szerkezet méretéhez képest, amelyben a fény kölcsönhatásban van, akkor kiváló közelítésnek számít. Ez az elmélet különösen hasznos a képalkotás geometriai leírásakor, beleértve az optikai aberrációkat, hibákat is. 

## Magyarázat
A fénysugár egy vonal vagy görbe, amely merőleges a fény hullámfrontjaira (és ezért kollineáris a hullámvektorral). A fénysugár kissé rigorózusabb meghatározása a Fermat-elv alapján történhet, amely szerint a fénysugár által két pont között megtett út időben minimális kell legyen.

Ábra: A teljes visszaverődés

 A geometriai optikát gyakran leegyszerűsítik a paraxiális közelítés vagy „kis szög közelítés” segítségével. A matematikai viselkedés ezután lineárissá válik, lehetővé téve az optikai elem és rendszerek egyszerű mátrixokkal történő leírását. Ez a Gauss optika és a paraxiális sugárkövetés technikájához vezet, amelyeket az optikai rendszerek alapvető tulajdonságainak - például a kép és az objektum hozzávetőleges helyzetének és nagyításának - felfedésére használnak.

## Visszaverődés
A fényes felületek, mint például a tükrök, egyszerű és megjósolható módon tükrözik a fényt. Ez lehetővé teszi olyan visszavert képek előállítását, amelyeket a térben egy tényleges (valós) vagy extrapolált (virtuális) helyhez lehet társítani. 
Ilyen felületeknél a visszavert sugár irányát az a szög határozza meg, amelyet a beeső sugár a felület normálisával zár be, egy olyan vonallal, amely merőleges a felületre, abban a pontban, ahol a sugár beesik. A beeső és visszavert sugarak egy síkban fekszenek, illetve a visszavert sugár és a felület normálisa által közrezárt szög megegyezik a beeső sugár és a normális által közrezárt szöggel. Ezt nevezzük visszaverődési törvénynek. 
A lapos tükröknél a visszaverődés törvénye azt jelenti, hogy a tárgyak képei egyenesen állnak, és a tükör mögött ugyanolyan távolságra vannak, mint a tükör előtti tárgyak. A kép mérete megegyezik az objektum méretével. (A lapos tükör nagyítása egy.) A törvény azt is magában foglalja, hogy a tükörképek paritása fordított, amit egy bal-jobb inverziónak foghatunk fel. 
Ívelt felületekkel ellátott tükrök sugárkövetéssel és a visszaverődés törvényének felhasználásával modellezhetők a felület minden pontján. Parabolikus tükröknél a tükörre eső párhuzamos sugarak úgy verődnek vissza, hogy azok egy fókuszpontba konvergálnak. Más ívelt felületek szintén fókuszálhatnak fényt, de az eltérő alak miatt létrejövő aberrációk a fókuszpontot elkenik a térben. Különösképpen a gömbtükrök mutatnak gömbi hibákat, aberrációkat. Ívelt tükrök is alkothatnak képeket, ezek lehetnek egyenes állásúak vagy fordítottak, illetve ezen tükrök nagyítása lehet nagyobb vagy kevesebb, mint egy. A tükörben visszatükröződő egyenesállású kép mindig virtuális, míg a fordított kép valódi és felfogható ernyőn.

## Fénytörés

Snellius–Descartes-törvény illusztrációja

A fénytörés jelenségét akkor figyelhetjük meg, amikor a fény áthalad egy változó törésmutatójú közegen. A törés legegyszerűbb esete akkor fordul elő, ha egy éles határ van két homogén közeg között, melyeknek törésmutatói {\displaystyle n_{1}},{\displaystyle n_{2}}. Ilyen helyzetekben a Snellius–Descartes-törvény írja le a fénysugár irányváltását: 
{\displaystyle n_{1}\sin \theta _{1}=n_{2}\sin \theta _{2}\ }
ahol {\displaystyle \theta _{1}}, {\displaystyle \theta _{2}} a beeső, illetve visszavert hullámok és a törőfelületre merőleges irány által bezárt szögeket jelentik. A jelenség a különböző terjedési sebességekkel is összefügg, amint az a fentebbi törésmutató meghatározásából kitűnik, amit a következőképpen írhatunk: 
{\displaystyle v_{1}\sin \theta _{2}\ =v_{2}\sin \theta _{1}}

ahol {\displaystyle v_{1}} és {\displaystyle v_{2}} a terjedési sebességek az adott közegekben.

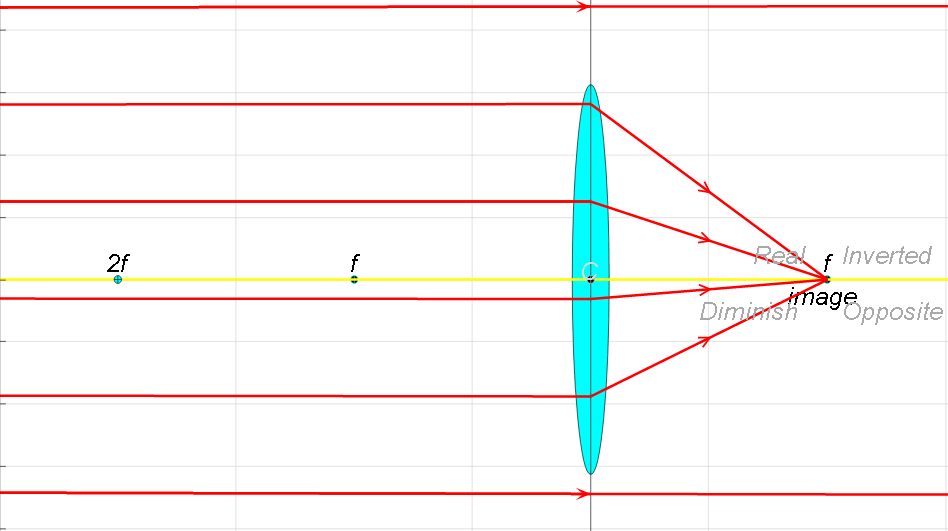
A tárgyból jövő párhuzamos sugarakat egy gyűjtőlencse a távolabbi fókuszában gyűjti össze, illetve itt valós, fordított állású képet készít

 A Snell-törvény különféle következményei között szerepel az a tény, hogy a nagy törésmutatójú anyagtól az alacsony törésmutatójú anyag felé terjedő fénysugarak esetében a felülettel való kölcsönhatás azt eredményezheti, hogy visszaverődnek ezen sugarak. Ezt a jelenséget teljes visszaverődésnek nevezik, és lehetővé teszi a száloptika technológiáját. Amint a fényjelzések egy optikai kábelben haladnak, teljes visszaverődésen mennek keresztül, lehetővé téve, hogy a kábel teljes hossza során ne veszítsünk információt (fényt). A fényvisszaverődés és a fénytörés kombinációjával polarizált fénysugarakat is elő lehet állítani: Ha a megtört fénysugár és a visszavert fénysugár derékszöget zárnak be egymáshoz képest, akkor a visszavert sugár „síkpolarizált” lesz. Az ilyen esetekhez szükséges beesési szöget Brewster-szögnek nevezzük.

Sugárkövetési ábra egy egyszerű gyűjtőlencséhez

A töréstörvény felhasználható „lineáris közegen” áthaladó fénysugarak eltérésének előrejelzésére, mindaddig, amíg a törésmutató és a közeg geometriája ismert. Például a fény terjedése prizmán keresztül azt eredményezi, hogy a fénysugár elhajlik a prizma alakjától és helyzetétől függően. Ezenkívül, mivel a különféle fényfrekvenciáknak, a legtöbb anyagban, kissé eltérő törésmutató felel meg, a fénytörés jelensége felhasználható szivárványként megjelenő diszperziós spektrumok előállítására. A prizmában történő fénytörési jelenség felfedezése széles körben Isaac Newtonnak tulajdonított esemény.
Egyes közegek törésmutatója fokozatosan változik a helyzet függvényében, így a fénysugarak a közegben egy görbe pályán haladnak, nem pedig egyenes vonalban. Ez a hatás felelős a forró napokon tapasztalt délibábokért, ahol a levegő törésmutatójának változása miatt a fénysugarak meghajlanak, és a távolban látványos tükröződések jelennek meg (mintha egy vízfelületen lennének). A változó törésmutatóval rendelkező anyagokat gradiens-index (GRIN) anyagoknak nevezik, és számos hasznos tulajdonsággal rendelkeznek a modern szkennelési technológiákban, beleértve a fénymásolókat és a szkennereket. A jelenséget a gradiens-indexoptika területén vizsgálják.
Azt az eszközt, közeget amely összetartó vagy széttartó fénysugarak képez, lencsének hívjuk. A vékony lencsék mindkét oldalán vannak fókuszpontok, amelyek helyzete a lencsekészítő egyenletével határozható meg. Általában kétféle lencse létezik: konvex (domború, gyűjtő) lencsék, amelyek a párhuzamos fénysugarak összegyűjtik, és konkáv (homorú, szóró) lencsék, amelyek párhuzamos fénysugarak eltávolítják egymástól, szórják azokat. A lencsék által alkotott képek leírása, az ívelt tükrökhöz hasonlóan, sugárkövetéssel történhet. Az ívelt tükrökhöz hasonlóan a vékony lencsék is egy egyszerű egyenletet követnek, amely meghatározza a képek helyét, adott fókusztávolság ({\displaystyle f}) és tárgytávolság ({\displaystyle S_{1}}) mellett: 
{\displaystyle {\frac {1}{S_{1}}}+{\frac {1}{S_{2}}}={\frac {1}{f}}}
ahol {\displaystyle S_{2}} a képhez tartozó távolság, egyezményesen negatívnak tekintik, ha a lencse ugyanazon oldalán található, mint a tárgy, és pozitív, ha a lencse ellenkező oldalán van. Az f fókusztávolságot szórólencsék esetén negatívnak kell tekinteni. 
A tárgyból jövő párhuzamos sugarakat egy gyűjtőlencse a távolabbi fókuszában gyűjti össze, illetve itt valós, fordított állású képet készít. 
A véges távolságú tárgytól származó sugarak a lencsétől nagyobb távolságra vannak fókuszálva, mint a fókusztávolság; minél közelebb van a tárgy a lencséhez, annál távolabb van a kép az objektívtől, ha fókuszpontba helyezzük a tárgyat, akkor a végtelenben keletkezik a kép, míg ha túlhaladunk rajta, akkor már virtuális, egyenesállású képet kapunk. Konkáv lencséknél a bejövő párhuzamos sugarak széttartanak a lencsén való áthaladás után oly módon, hogy látszólag egy függőleges virtuális képet alkotnak a fókuszpontban, a lencse ugyanazon oldalán, ahonnan a párhuzamos sugarak származnak. 

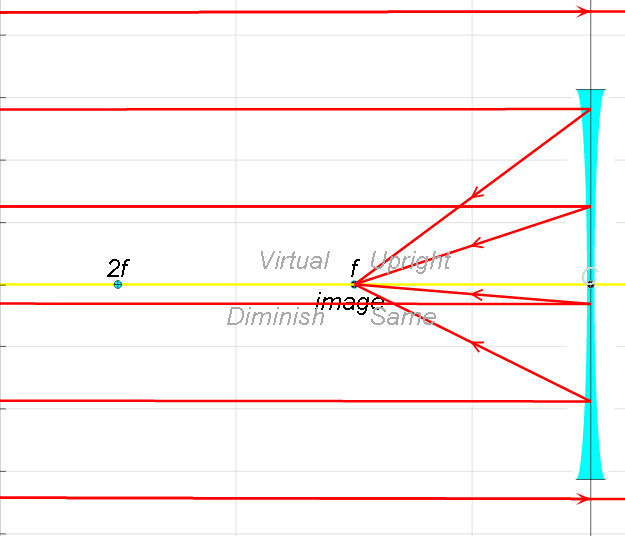
A tárgyból jövő párhuzamos sugarakat egy szórólencse a közelebbi fókuszában gyűjti össze, illetve itt virtuális, egyenes állású képet készít

A véges távolságú tárgyból származó sugarak egy virtuális képet képeznek, amely közelebb van az lencséhez, mint a fókusztávolság, és a lencse ugyanazon oldalán van, mint a tárgy. Minél közelebb van a tárgy az lencséhez, annál közelebb van a virtuális kép is a lencséhez. 
Hasonlóképpen, a lencse nagyítását a következőképpen adhatjuk meg: 
{\displaystyle M=-{\frac {S_{2}}{S_{1}}}={\frac {f}{f-S_{1}}}}
ahol a negatív jelet egyezményesen rakjuk ki, hogy egyenes állású tárgy tartozzon a pozitív értékekhez, és fordított állású tárgy tartozzon a negatív értékekhez. A tükrökhöz hasonlóan a lencsék által készített egyenes állású képek virtuálisak, míg a fordított állású képek valódiak.
A lencsék természetesen hibákat tartalmaznak, amelyek torzítják a képeket és a fókuszpontok helyét. Ennek okai mind a geometriai hibák, mind a hullámhossz szerinti törésmutató-változás (színhibák).

A véges távolságú tárgyból származó sugarak egy virtuális képet képeznek, amely közelebb van a lencséhez, mint a fókusztávolság, és a lencse ugyanazon oldalán van, mint a tárgy. Minél közelebb van a tárgy a lencséhez, annál közelebb van a virtuális kép is a lencséhez

## Fordítás
Ez a szócikk részben vagy egészben  a   Geometrical optics című angol Wikipédia-szócikk ezen változatának fordításán alapul.  Az eredeti cikk szerkesztőit annak laptörténete sorolja fel. Ez a jelzés csupán a megfogalmazás eredetét és a szerzői jogokat jelzi, nem szolgál a cikkben szereplő információk forrásmegjelöléseként.

## További irodalom
- Robert Alfred Herman (1900) A geometriai optika előadása
- "A szemfény és a látás megvilágosodott tája" egy arabul írt kézirat a geometriai optikáról, a 16. századból származik.
- Sugárrendszerek elmélete - WR Hamilton a Royal Irish Academy tranzakcióiban, Vol. 1828, XV.

### Néhány korai könyv és cikk angol fordítása
- H. Bruns, "Das Eikonal"
- M. Malus, "Optique"
- J. Plucker, "A fényhullámok általános alakjának ismertetése"
- Kummer E. "Az egyenes vonalú sugárzási rendszerek általános elmélete"
- Kummer E., előadás az optikailag megvalósítható egyenes vonalú sugárzási rendszerekről
- R. Meibauer, "A sugárzás egyenes vonalú rendszereinek elmélete"
- M. Pasch, "A sugárrendszer fókuszfelületein és a komplexek szingularitási felületein"
- Levistal A., "Geometriai optika kutatása"
- F. Klein, "A Bruns eikonalon"
- R. Dontot: "Integrált invariánsokról és a geometriai optika néhány pontjáról"
- T. de Donder, "Az optika integrált invariantorairól"